# 滨海巴
滨海巴（法語：Batz-sur-Mer，法語發音：[ba syʁ mɛʁ]）是法国大西洋卢瓦尔省的一个市镇，位于该省西部，大西洋沿岸，属于圣纳泽尔区。

## 地理
滨海巴（47°16'38"N, 2°28'49"W）面积9.27 平方千米，位于法国卢瓦尔河地区大区大西洋卢瓦尔省，该省份为法国西北部沿海省份，位于布列塔尼半岛东南部，北起伊勒-维莱讷省，西北接莫尔比昂省，西临大西洋，南至旺代省，东临曼恩-卢瓦尔省。
与滨海巴接壤的市镇（或旧市镇、城区）包括：勒克鲁瓦西克、勒普利冈、盖朗德。

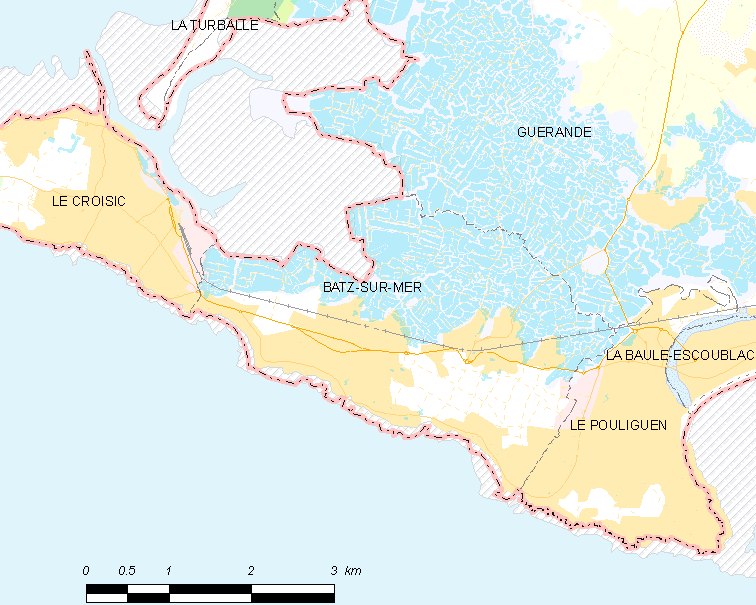
滨海巴的OSM定位图

滨海巴的时区为UTC+01:00、UTC+02:00（夏令时）。

## 行政
滨海巴的邮政编码为44740，INSEE市镇编码为44010。

## 政治
滨海巴所属的省级选区为拉博勒-埃斯库布拉克县。

## 人口

1962-2008年间滨海巴人口变化图示

滨海巴于2022年1月1日时的人口数量为2799人。